# 小角 (楽器)
小角（くだのふえ/くだ/くだぶえ/しょうかく）は、軍事用の吹奏楽器。少角・管の笛とも表記する。

## 概要
水牛・牛角などの内部をえぐり、空洞とした角笛のうち、管の形をした小さな笛。小角は管であるため、「くだ」と読んだという。『和名類聚抄』征戦具には、「小角」を「久太能布江」と読むとしており、戦場で大角（はらのふえ）とともに用いたという。
初出は、『日本書紀』の天武天皇14年（685年）11月に出された、大角・鼓などの楽器や、軍旗や弩などの武器は個人の家ではなく、群家に収納せよという詔である。
」
律令制では、鼓吹司の吹部により、また軍団の兵士に大角や鼓とともに、分番して教習させた、とある。
『万葉集』巻第二には、高市皇子の殯宮の際に、柿本人麻呂が詠んだ長歌が収録されており、その中で
と歌われている。
『貞観儀式』巻九も鼓吹司による試生のことを伝えているが、平安時代末より武士の台頭とともに角笛は洞貝（ほらがい）に代わり、小角は袖貝になり、令制の大角・小角は姿を消している。